# Star Box (álbum de Kansas)
Star Box es el tercer álbum recopilatorio de la banda estadounidense de rock progresivo Kansas y fue publicado solamente en Japón por Sony Music Japan en 1993.
Este compilado contiene canciones que están enlistadas en los álbumes Masque, Leftoverture, Point of Know Return, Monolith, Audio-Visions, Vinyl Confessions y Drastic Measures, todos lanzados de 1975 a 1983.

## Lista de canciones
| Side one |                            |                                                              |                  |          |  |
| N.º      | Título                     | Escritor(es)                                                 | Voz principal    | Duración |  |
| 1.       | «Carry On Wayward Son»     | Kerry Livgren                                                | Steve Walsh      | 5:23     |  |
| 2.       | «People of the South Wind» | Kerry Livgren                                                | Steve Walsh      | 3:41     |  |
| 3.       | «Point of Know Return»     | Steve Walsh / Robby Steinhardt / Phil Ehart                  | Steve Walsh      | 3:13     |  |
| 4.       | «Play On»                  | Livgren / John Elefante                                      | John Elefante    | 3:32     |  |
| 5.       | «Closet Chronicles»        | Walsh / Livgren                                              | Steve Walsh      | 6:31     |  |
| 6.       | «The Wall»                 | Walsh / Livgren                                              | Steve Walsh      | 4:51     |  |
| 7.       | «Play the Game Tonight»    | Livgren / Rich Williams / Ehart / Danny Flower / Rob Frazier | Steve Walsh      | 3:26     |  |
| 8.       | «On the Other Side»        | Kerry Livgren                                                | Steve Walsh      | 6:26     |  |
| 9.       | «Dust in the Wind»         | Kerry Livgren                                                |                  | 3:23     |  |
| 10.      | «Child of Innocence»       | Kerry Livgren                                                | Robby Steinhardt | 4:36     |  |
| 11.      | «Diamonds and Pearls»      | Kerry Livgren                                                | John Elefante    | 4:50     |  |
| 12.      | «Fight Fire with Fire»     | J. Elefante / Dino Elefante                                  | John Elefante    | 3:40     |  |
| 13.      | «Portrait (He Knew)»       | Walsh / Livgren                                              | Steve Walsh      | 4:38     |  |
| 14.      | «Hold On»                  | Kerry Livgren                                                | Steve Walsh      | 3:53     |  |
| 15.      | «Magnum Opus»              | Walsh / Livgren / Steinhardt / Williams / Dave Hope / Ehart  | Steve Walsh      | 8:25     |  |

## Créditos
- Steve Walsh — voz principal (excepto en las canciones «Play On», «Play the Game Tonight», «Child of Innocence», «Diamond and Pearls» y «Fight Fire with Fire»), teclados (excepto en las canciones «Play On», «Play the Game Tonight», «Diamond and Pearls» y «Fight Fire with Fire») y coros
- John Elefante — voz principal y teclados (en las canciones «Play On», «Play the Game Tonight», «Diamond and Pearls» y «Fight Fire with Fire»
- Kerry Livgren — guitarra y teclados
- Robby Steinhardt — voz principal (en la canción «Child of Innocence»), violín, viola y coros
- Rich Williams — guitarra
- Dave Hope — bajo
- Phil Ehart — batería